# Избиение младенцев (картина Рубенса)
«Избиение младенцев» — две картины Питера Пауля Рубенса, изображающие библейский эпизод избиения младенцев в Вифлееме, описанный в Евангелии от Матфея. Первая из них была написана после возвращения Рубенса в 1608 году в родной Антверпен, после восьми лет, проведённых в Италии.

## Первая картина
Первая версия картины, написанная Рубенсом, датируется примерно 1611—1612 годами. В конце XVII века она стала частью коллекции во дворце Лихтенштейна в Вене вместе с другой картиной художника, «Самсон и Далила». Около 1700 года братья Форхондт продали обе картины Хансу-Адаму I Лихтенштейну, которого знали через его отца Карла Эусебиуса. Картины получили фамильную печать Лихтенштейнов и находились в коллекции вплоть до XIX века: на рисунках 1815 года показано, что они висели рядом в Садовом дворце в Вене.
В 1767 году Винченцио Фанти каталогизировал работу за авторством Франциска де Неве Младшего; затем в анонимной описи коллекции Лихтенштейнов от 1780 года «Избиение младенцев» было атрибутировано одному из учеников Рубенса, Яну ван ден Хукке. Композиция уже была известна по копии, которую сейчас считают выполненной в мастерской Рубенса. В 1902 году она была приобретена Королевскими музеями изящных искусств в Брюсселе как работа Антониса Салларта. Под этой атрибуцией она оставалась до тех пор, пока не была продана австрийской семье в 1920 году. В 1923 году картина была передана в монастырь Райхерсберг на севере Австрии.
В 2001 году картину увидел Джордж Гордон, эксперт по фламандской и голландской живописи лондонского аукциона Sotheby's. Его убедили в том, что это действительно Рубенс, характеристики и стиль, схожие с написанной примерно в то же время «Самсоном и Далилой». Работа была продана на аукционе Sotheby’s в Лондоне 10 июля 2002 года за 49,5 миллионов фунтов стерлингов канадскому бизнесмену и коллекционеру произведений искусства Кеннету Томсону.
После аукциона картина на некоторое время была передана во временное пользование Лондонской Национальной галерее, а в 2008 году перешла в Художественную галерею Онтарио в Торонто, которой Томсон подарил её и которая в те годы переживала масштабную перестройку и расширение.

### Поздние версии
В конце жизни, между 1636 и 1638 годами, Рубенс написал вторую версию «Избиения младенцев». Эта версия была приобретена Старой пинакотекой в Мюнхене в 1706 году, где она и находится.
В 1643 году копия этой версии была сделана в виде гравюры Паулюсом Понтиусом.

## Анализ
Широко распространено мнение, что эта картина демонстрирует опыт художника, полученный им во время пребывания в Италии в 1600—1608 годах, где он воочию видел работы таких итальянских барочных живописцев, как Караваджо. Это влияние прослеживается в данной картине благодаря драматизму и эмоциональной динамике сцены, а также насыщенному цвету. Здесь также прослеживается использование кьяроскуро. Рубенс также использовал фигуры écorché (анатомические статуи со снятой кожей), чтобы изучить, как устроено тело.

## Контекст
К моменту создания первой картины Рубенса на эту тему Антверпен всего за несколько лет до того был вовлечен в военные действия — конфликт, временно замороженный перемирием 1609 года. Только за один год более 8 000 жителей города были убиты как кальвинистами, так и католиками, когда испанские войска, управлявшие Нидерландами, пытались отбить протестантские армии. Резня в Антверпене была реальностью; в 160 километрах к северу от города лидер протестантских повстанцев принц Мориц заказал Корнелису ван Харлему нарисовать такую же сцену для ратуши Харлема — пропаганда должна была рассказать о зверствах испанцев против голландского народа. Однако Антверпен оставался оплотом католицизма и стал ведущим центром контрреформационной мысли.